# Charlotte Dawson
Charlotte Dawson (Auckland, 8 aprile 1966 – Woolloomooloo, 22 febbraio 2014) è stata una modella e personaggio televisivo neozelandese naturalizzata australiana.

## Biografia
Nel 1982 cominciò la sua carriera da indossatrice, emigrando prima in Europa e poi negli Stati Uniti. Nel 1997 curò il settore moda del magazine Woman's Day e poco dopo divenne style editor della rivista New Idea. Nel 2000 curò una rubrica settimanale di bellezza nel programma televisivo Good Morning Australia e prese parte alla cerimonia d'apertura ai Giochi Olimpici di Sydney. Fu ospite della serie tv Getaway e del reality show The Contender Australia nonché giudice su Australia's Next Top Model. Afflitta da una forte depressione per molti anni, morì suicida nel 2014, all'età di 47 anni.

## Vita privata
Dal 1999 al 2000 fu sposata con il nuotatore Scott Miller.